# Бијелник
Бијелник је насељено место у саставу града Петриње, у Банији, Република Хрватска.

## Историја
Село Бијелник је 1930. године одлуком виших власти одвојено од општине Градуса и припојено општини Блиња, у срезу Петрињском.
Бијелник се од распада Југославије до августа 1995. године налазило у Републици Српској Крајини.

## Становништво
На попису становништва 2011. године, Бијелник је имао 47 становника.

## Попис 1991.
На попису становништва 1991. године, насељено место Бијелник је имало 202 становника, следећег националног састава:
| Попис 1991.‍  | Попис 1991.‍  | Попис 1991.‍ | Попис 1991.‍ | Попис 1991.‍ |
| ------------ | ------------ | ----------- | ----------- | ----------- |
|              |              |             |             |             |
| Срби         | Срби         |             | 188         | 93,06%      |
| Хрвати       | Хрвати       |             | 5           | 2,47%       |
| Југословени  | Југословени  |             | 1           | 0,49%       |
| Руси         | Руси         |             | 1           | 0,49%       |
| остали       | остали       |             | 2           | 0,99%       |
| неопредељени | неопредељени |             | 2           | 0,99%       |
| непознато    | непознато    |             | 3           | 1,48%       |
| укупно: 202  |              |             |             |             |